# 道斯縣 (內布拉斯加州)
道斯縣（英語：Dawes County）是美國內布拉斯加州西北部的一個縣，北鄰南達科他州。面積3,628平方公里。根據美國2000年人口普查，共有人口9,060人。縣治沙德倫。
成立於1885年2月19日。縣名紀念第六任州長詹姆斯·威廉·道斯。